# Jidongyumanzuxiang (ort i Kina, Liaoning Sheng, lat 40,81, long 123,15)
Jidongyumanzuxiang är en ort i Kina. Den ligger i provinsen Liaoning, i den nordöstra delen av landet, omkring 110 kilometer söder om provinshuvudstaden Shenyang. Antalet invånare är 18 799. Befolkningen består av 8 815 kvinnor och 9 984 män. Barn under 15 år utgör 15,0 %, vuxna 15-64 år 72 %, och äldre över 65 år 11,0 %.
Runt Jidongyumanzuxiang är det ganska tätbefolkat, med 155 invånare per kvadratkilometer. Närmaste större samhälle är Jiewen, 16,4 km sydväst om Jidongyumanzuxiang. Omgivningarna runt Jidongyumanzuxiang är en mosaik av jordbruksmark och naturlig växtlighet.
Genomsnittlig årsnederbörd är 1 131 millimeter. Den regnigaste månaden är juli, med i genomsnitt 319 mm nederbörd, och den torraste är januari, med 9 mm nederbörd.